# Pietro da Rimini

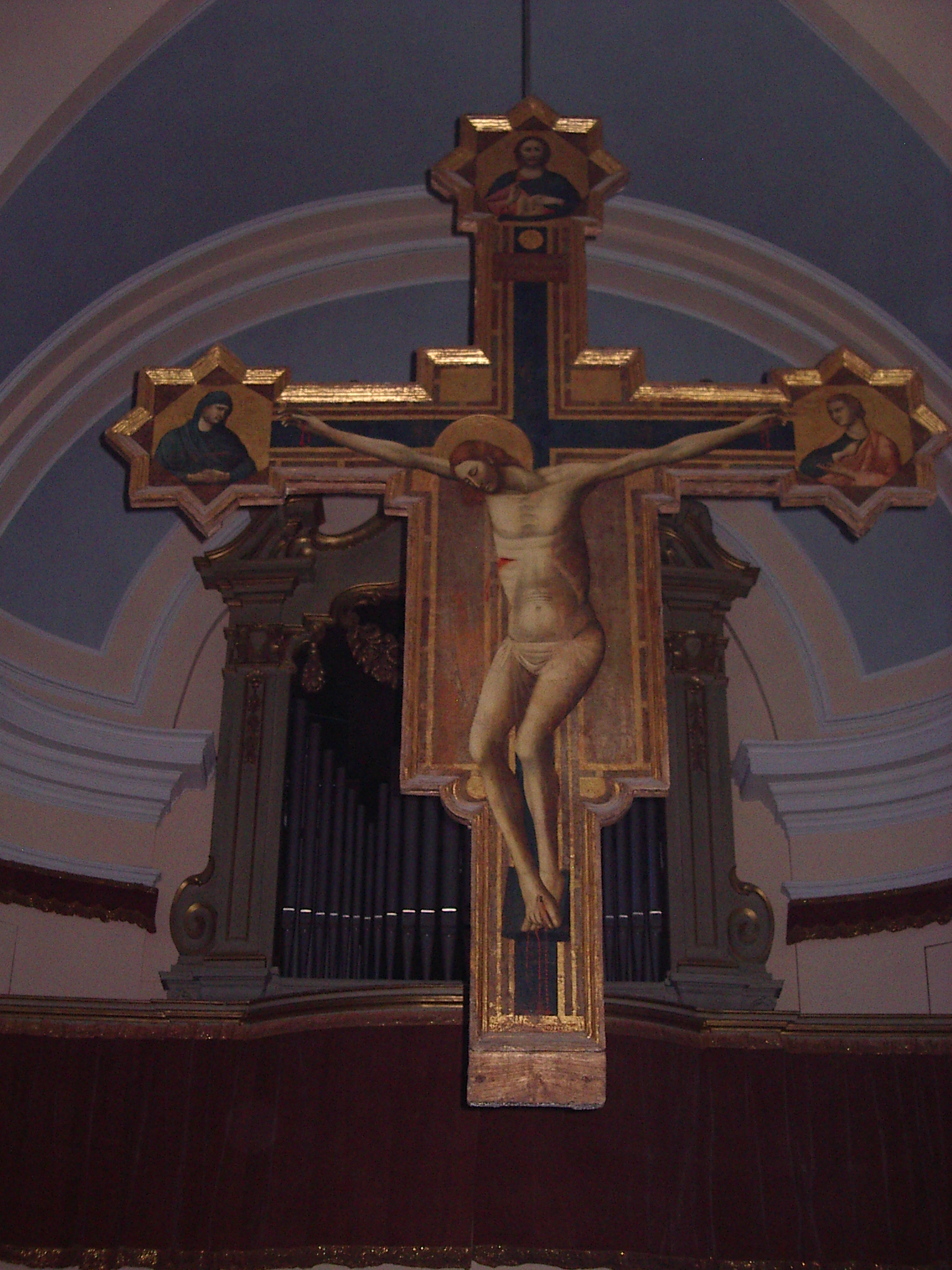
Pietro da Rimini, Crucifix von Urbania

Pietro da Rimini (* um 1290 in Rimini; † um 1345 ebenda) war ein italienischer Maler des Mittelalters.

## Leben
Pietro da Rimini war ein Giottesker Maler, der in der ersten Hälfte des 14. Jahrhunderts hauptsächlich in der Romagna und den Marken tätig war. Obwohl der Name Petrus de Arimino nur im Kruzifix von Urbania auftaucht, wurden Pietro da Rimini mehr Zuschreibungen gemacht als jedem anderen Maler der Rimineser Schule.
Pietro da Rimini war möglicherweise einer der ersten Schüler Giottos in Rimini um 1310. Mit ziemlicher Sicherheit kam er mit der großen Baustelle der Basilika San Francesco in Berührung, auch wenn er dort nicht arbeitete, da seine Tafeln starke Einflüsse der Schule von Siena aufweisen, die insbesondere Pietro Lorenzetti sehr nahe stehen und sich nicht anders erklären lassen.

## Pietro und andere anonyme Rimini-Meister
Die Werke, die Pietro da Rimini zugeschrieben werden, sind sowohl geografisch als auch stilistisch so weit voneinander entfernt, dass es schwierig ist, die Absetzung im Louvre (immer noch mit Goldgrund und mit einer annähernden Dreidimensionalität, die vielleicht eher dem Stil von Duccio di Buoninsegna und Cimabue als dem von Giotto entspricht) mit den Fresken in der Basilika San Nicola da Tolentino (die oft ihm zugeschrieben werden, Giuliano da Rimini, Giovanni Baronzio oder einem anonymen Meister von Tolentino zugeschrieben) oder mit den Fresken im Refektorium der Abtei Pomposa (ihm oder einem anderen anonymen Meister zugeschrieben), wobei letztere eine modernere Formensprache aufweisen. Zum gleichen Milieu gehören der Meister von San Pietro in Sylvis und der Meister von Santa Maria in Porto Fuori, Autoren von Freskenzyklen, die einige Gelehrte Pietro da Rimini oder seiner Werkstatt zugeschrieben haben; dasselbe gilt für den Freskenzyklus Santa Chiara, der sich heute im Nationalmuseum von Ravenna befindet.

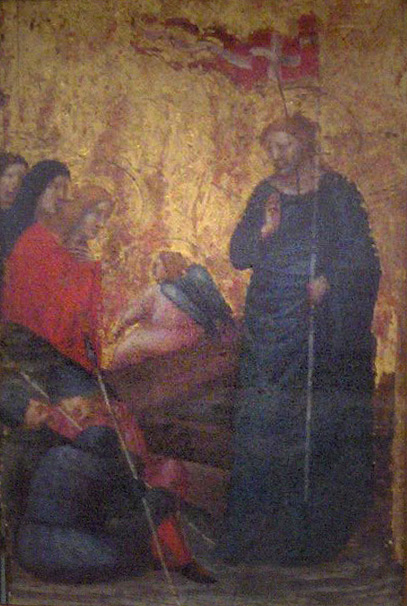
Pietro da Rimini, Auferstehung, Museo della città di Rimini

Am Pietro wird auch die Tafel Madonna mit Kind zwischen Engeln und Heiligen in der Sammlung Roberto Longhi zugeschrieben, das Kruzifix in der Galerie von Urbino, vielleicht sein bestes Werk, und das Kruzifix in der Stiftskirche von Santarcangelo di Romagna (obwohl es heute dem Meister des Refektoriums von Pomposa zugeschrieben wird, dessen Fresken auf jeden Fall sehr an den Meister von Tolentino erinnern).
Ein weiteres interessantes Werk (aus dem Jahr 1333) ist das Fresko mit der Darstellung des Heiligen Franziskus in der gleichnamigen Kirche in Montottone in der Region Marken, das aus Jesi stammt. Eines der letzten Zeugnisse seines Schaffens sind Teile des Freskenzyklus, der die Geschichten Christi im Kloster der Kirche der Eremitani darstellt und sich heute in den Stadtmuseen von Padua befindet.

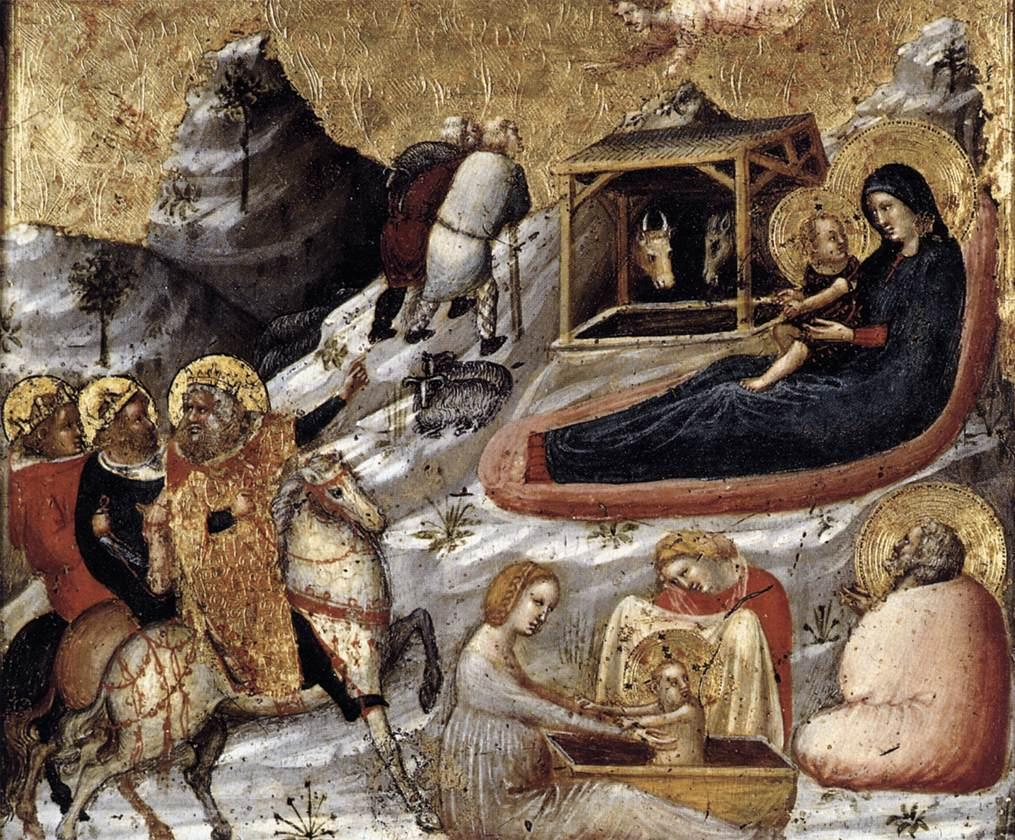
Die Geburt Christi und andere Episoden aus der Kindheit Christi, Museu Nacional d’Art de Catalunya

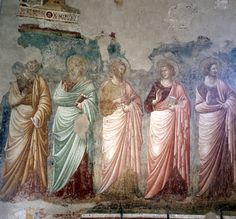
Pietro da Rimini, Detail eines Freskos, Apsis Pieve San Pietro in Sylvis, Bagnacavallo

## Werke
- Fresken im Refektorium der Abtei Pomposa (1315–1320), (Giovanni Baronzio von Federico Zeri zugeschrieben)
- Letztes Abendmahl
- Christus in Gethsemane
- Das wunderbare Abendmahl des Abtes Guido
- Christus thront zwischen der Madonna, Johannes dem Täufer, dem Heiligen Benedikt und dem Heiligen Guido
- Fresken in der Kapelle von Sankt Nikolaus (1320–1325), Tolentino, Kirche von Sankt Nikolaus (mit Giuliano da Rimini)
- Geschichten aus dem Leben von Christus
- Geschichten aus dem Leben des Heiligen Nikolaus von Tolentino
- Freistehende Fresken aus der Kirche Santa Chiara (1320–1340), Museo Nazionale di Ravenna
- Verkündigung
- Geburt und Verkündigung an die Hirten
- Anbetung der Heiligen Drei Könige
- Die Taufe Christi
- Christus in Gethsemane
- Kreuzigung
- Heilige
- Steinigung des Heiligen Stephanus
- Diptychon Transit der Madonna und Kreuzigung (1320–1340), Hamburg, Kunsthalle, Inv. 756–757 (zugeschrieben dem Meister von Santa Maria in Porto außerhalb von Federico Zeri)
- Thronende Madonna mit Kind, Engeln und Heiligen (1320–1340), Florenz, Sammlung Roberto Longhi (Zuschreibung an den Meister von Santa Maria in Porto Fuori von Federico Zeri).
- Kreuzigung (1320–1350), Urbino, Galleria Nazionale delle Marche (auch Giovanni Baronzio zugeschrieben).
- Auferstehung Christi und Noli me tangere (1325), Museo della Città „Luigi Tonini“ (zugeschrieben dem Maestro di Santa Maria in Porto Fuori von Federico Zeri).
- Kreuzabnahme (1325–1330), Paris, Louvre (Inv. RF 2287).
- Kreuzigung (um 1340/60), Hamburg, Kunsthalle (Inv. HK-756)
- Christus im Garten des Ölbaums (1325–1340), Wiesbaden, Sammlung Henkell.
- Kruzifix (1330–1335), Santarcangelo di Romagna, Stiftskirche.
- Abgelöste Fresken aus der Kirche der Eremitani (1330–1340), Padua, Museo degli Eremitani
- Szenen aus dem Leben Christi
- Franziskus (1333), Montottone, Kirche von San Francesco (ehemals Jesi, Kirche von San Niccoló).
- Ikone des gerechten Blutes (1333), Jesi, Kirche San Giovanni Battista (ehemals Jesi, Kirche San Niccoló)
- Kruzifix (1335–1340), Urbania, Kathedrale von San Cristoforo (signiert).